# Музей військової техніки просто неба (Канів)
Музей військової техніки під відкритим небом (раніше «Музей бойової техніки просто неба»; англ. Museum of military equipment al fresco) — музей військової техніки просто неба в Каневі заснований у 2012 році. На двох відкритих майданчиках музею експонується бойова техніка часів другої світової війни, інтервенції в Афганістан та АТО.
Вхід на територію музею безкоштовний.

## Історія музею
З 1980 року на місці головного майданчика музею існував «Пам'ятник героям бронепоїзда № 56» (також «Пам'ятний знак героям бронепоїзда № 56») у вигляді макета бронепотяга № 56 в натуральну величину встановленого з нагоди 35-річчя перемоги СРСР у Німецько-радянській війні на честь подвигу екіпажу бронепотягу, що в серпні 1941 прикривав відхід радянських військ через залізничний міст.
14 жовтня 2012 року в день свята Покрови Пресвятої Богородиці відбулося урочисте відкриття перших експонатів музею, розміщених у Сквері воїнів-інтернаціоналістів — броньованої машини БМП-1 та гармати ЗІС-3.
20 жовтня 2012 згідно з розпорядженням міського голови «з нагоди відзначення 68-ї річниці визволення України від фашистських загарбників» «Музей бойової техніки просто неба» був офіційно відкритий, а на головному майданчику, біля бронепотяга, були встановлені середній танк Т-55, зенітно-ракетний комплекс «Стріла-10», реактивна система залпового вогню «Град», важка зенітна гармата КС-19 та дві гармати ЗІС-3. Урочистості проводилися за участі депутатів від Партії регіонів, Олександра Кузьмука та Віктора Коржа, кандидата в депутати по місцевому 197-му округу, одному з «проблемних» на виборах 2012 року.
У серпні 2014 експозиція поповнилася винищувачем МіГ-23. 
У грудні 2015 з незрозумілих причин частину експонатів було демонтовано.
25 травня 2016 року новим експонатом музею стала броньована машина БРДМ-2 28-ї окремої механізованої бригади, екіпаж якої загинув поблизу міста Мар'їнка в червні 2015 року в результаті артилерійського обстрілу російсько-терористичними військами.

## Експонати

### Головний майданчик музею
Головний майданчик музею розташований поблизу перехрестя вул. Енергетиків та вул. Героїв Бронепоїзда і містить наступні експонати:
- Середній танк Т-55
- Зенітно-ракетний комплекс «Стріла-10» (демонтовано)
- Реактивна система залпового вогню «Град»
- Важка зенітна гармата КС-19 (демонтовано)
- Дві гармати ЗІС-3
- Винищувач МіГ-23
- Броньована машина БРДМ-2

## Галерея

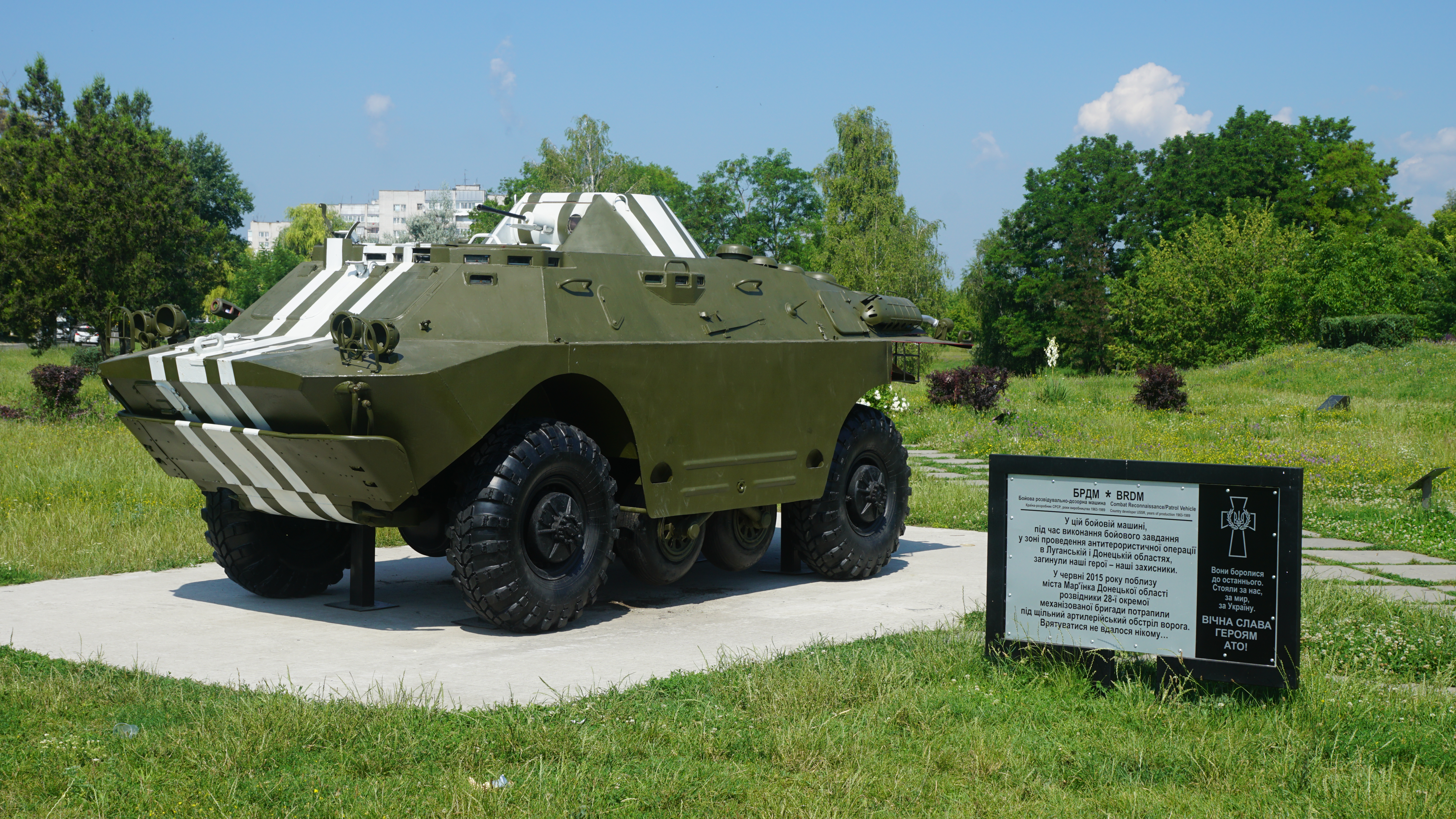
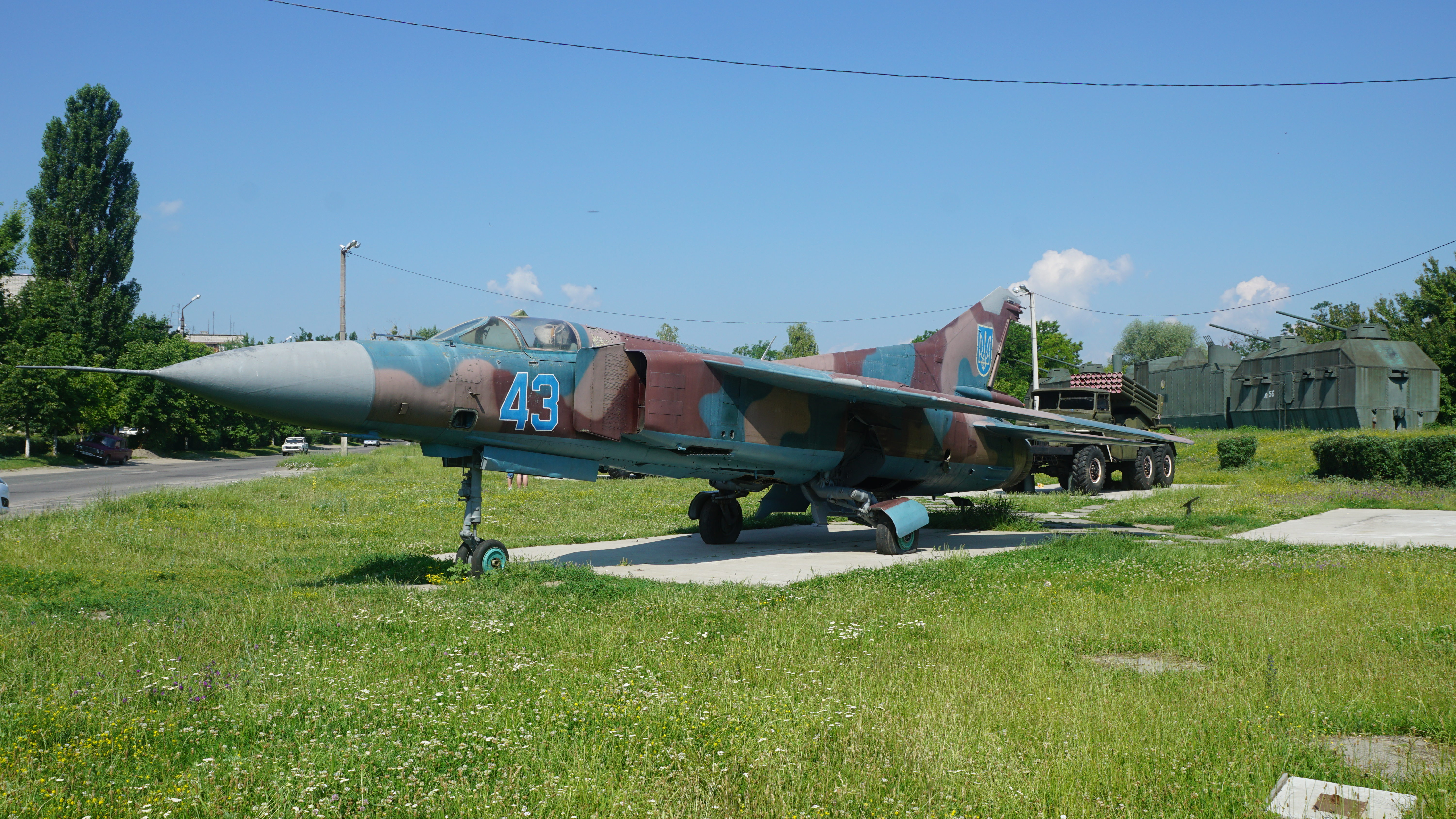
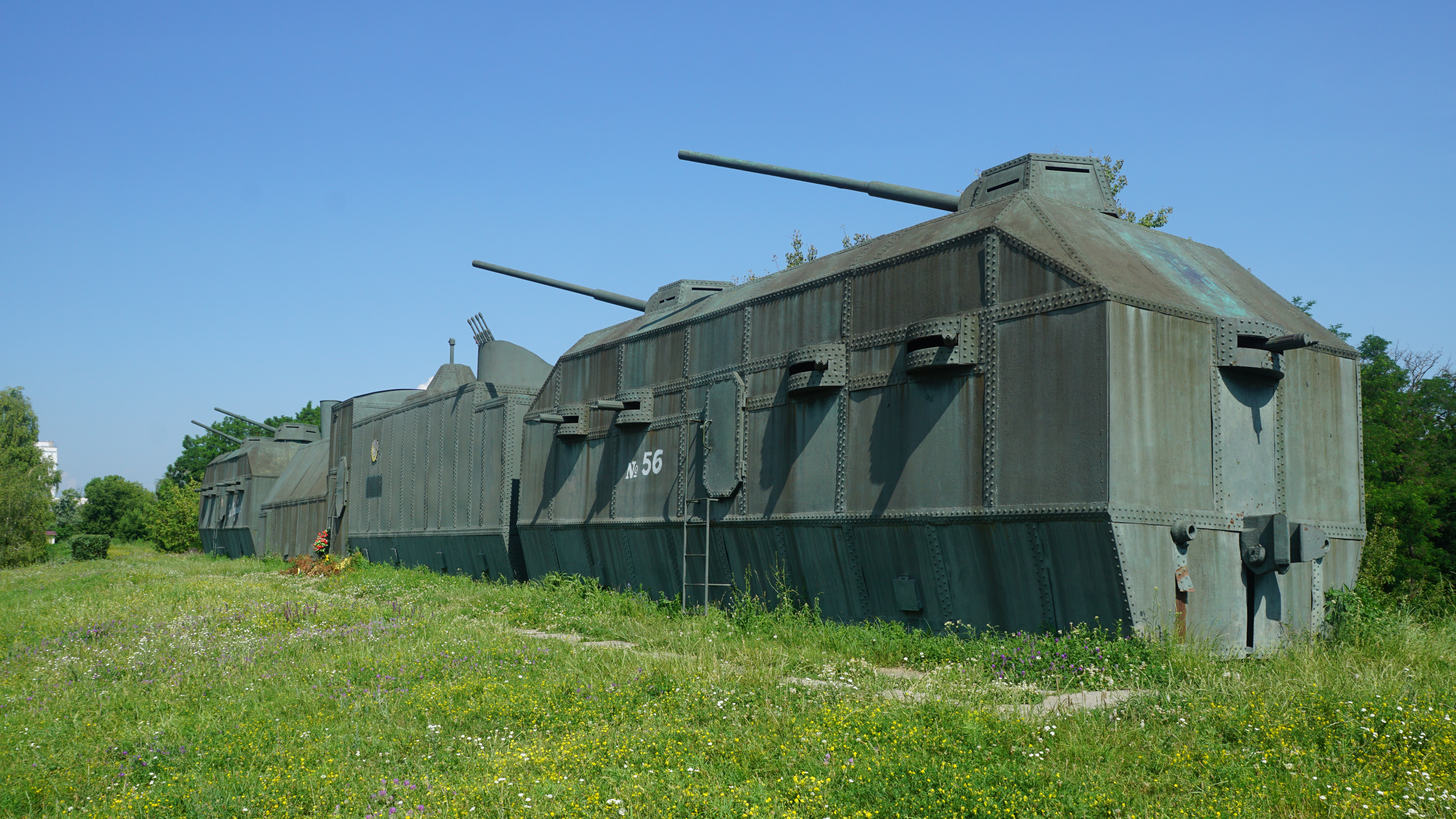
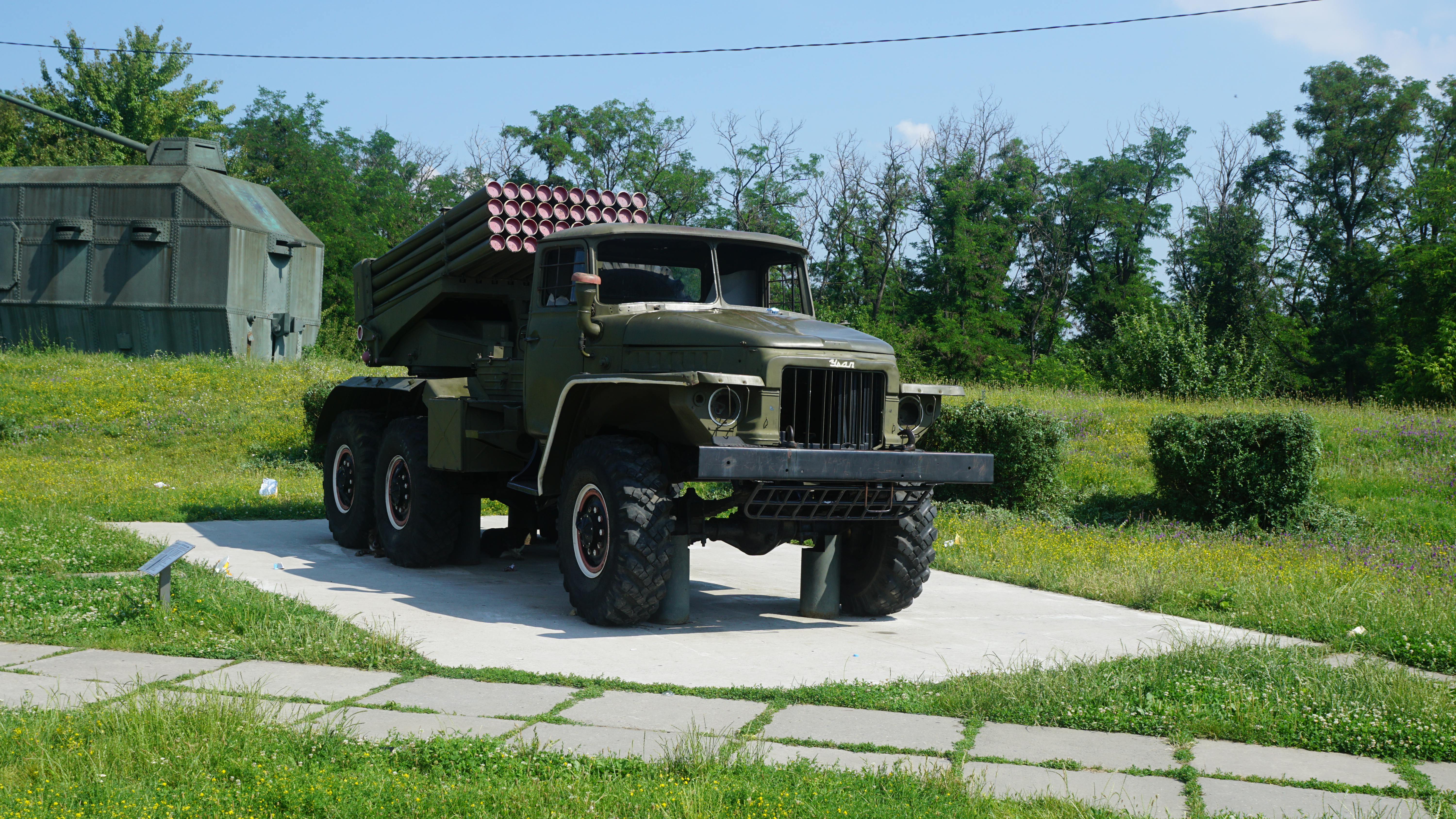
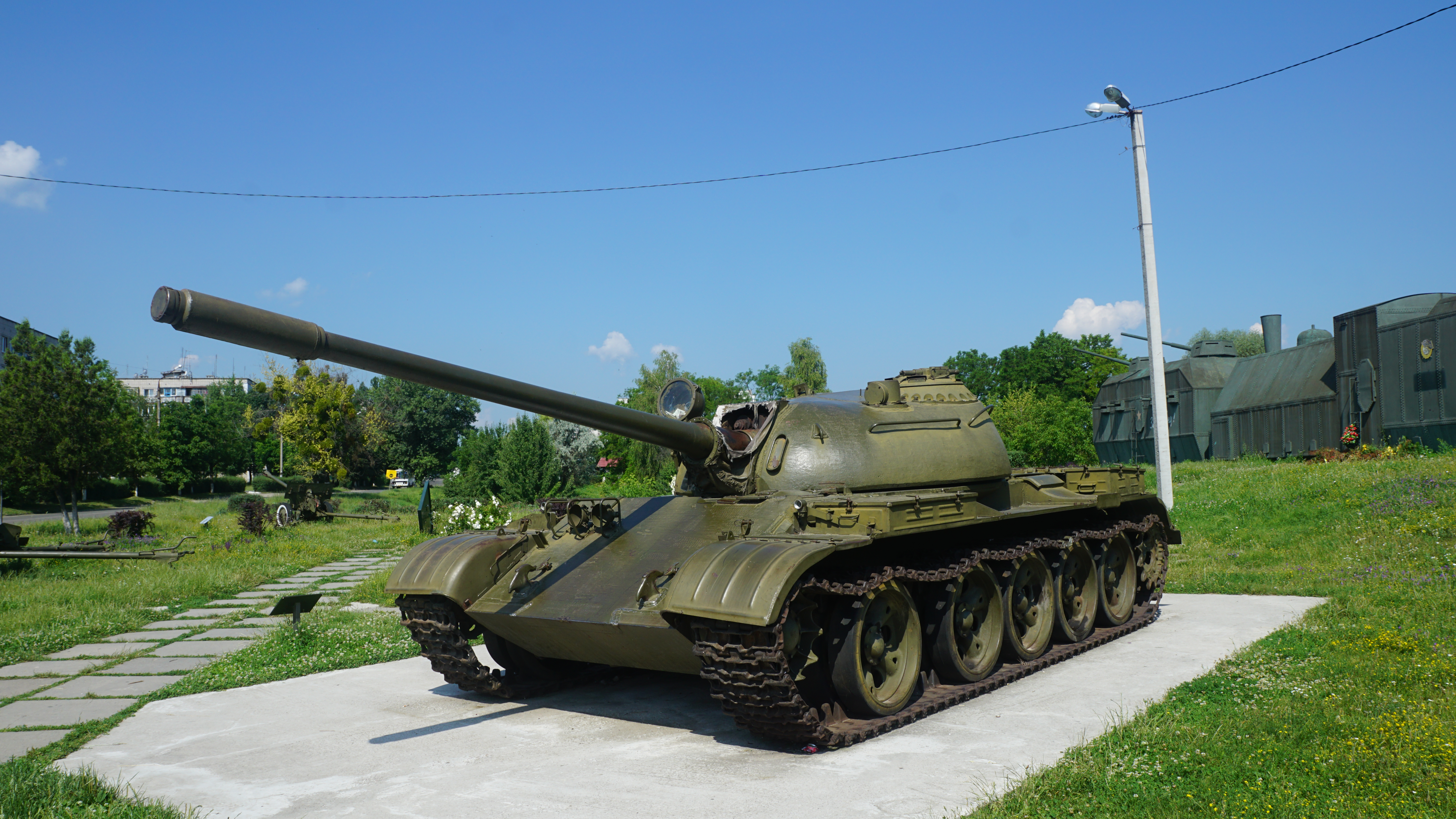

### Сквер воїнів-інтернаціоналістів
- Гармата ЗІС-3
- Броньована машина БМП-1